# Diego Fernández de Proaño
Diego Fernández de Proaño fue un explorador y conquistador español que colaboró  con Nuño Beltrán de Guzmán en la exploración de Nueva Galicia. Fue nombrado Corregidor de la ciudad de San Miguel de Culiacán por Guzmán y más tarde acusado de 
abusar de su poder al esclavizar centenares de habitantes indígenas en 
vulneración directa de las órdenes del gobernador de la provincia 
recientemente establecida.
Entre 1551 y 1552, al realizar exploraciones en busca de yacimientos minerales, Fernández de Proaño encontró un
cerro al cual se le bautizó como "Cerro de Proaño" en donde descubrió 
evidencias de mineral a flor de tierra. El Cerro de Proaño forma parte del paisaje de la actual ciudad de Fresnillo de González Echeverría . 
Fernández de Proaño era hijo de Juan de 
Proaño y de Ana de Cervantes.